# Santa Marinella
Santa Marinella è un comune italiano di 18 442 abitanti della città metropolitana di Roma Capitale nel Lazio.
Sorge sulla costa tirrenica ed ha il titolo di città.

## Geografia fisica

### Territorio

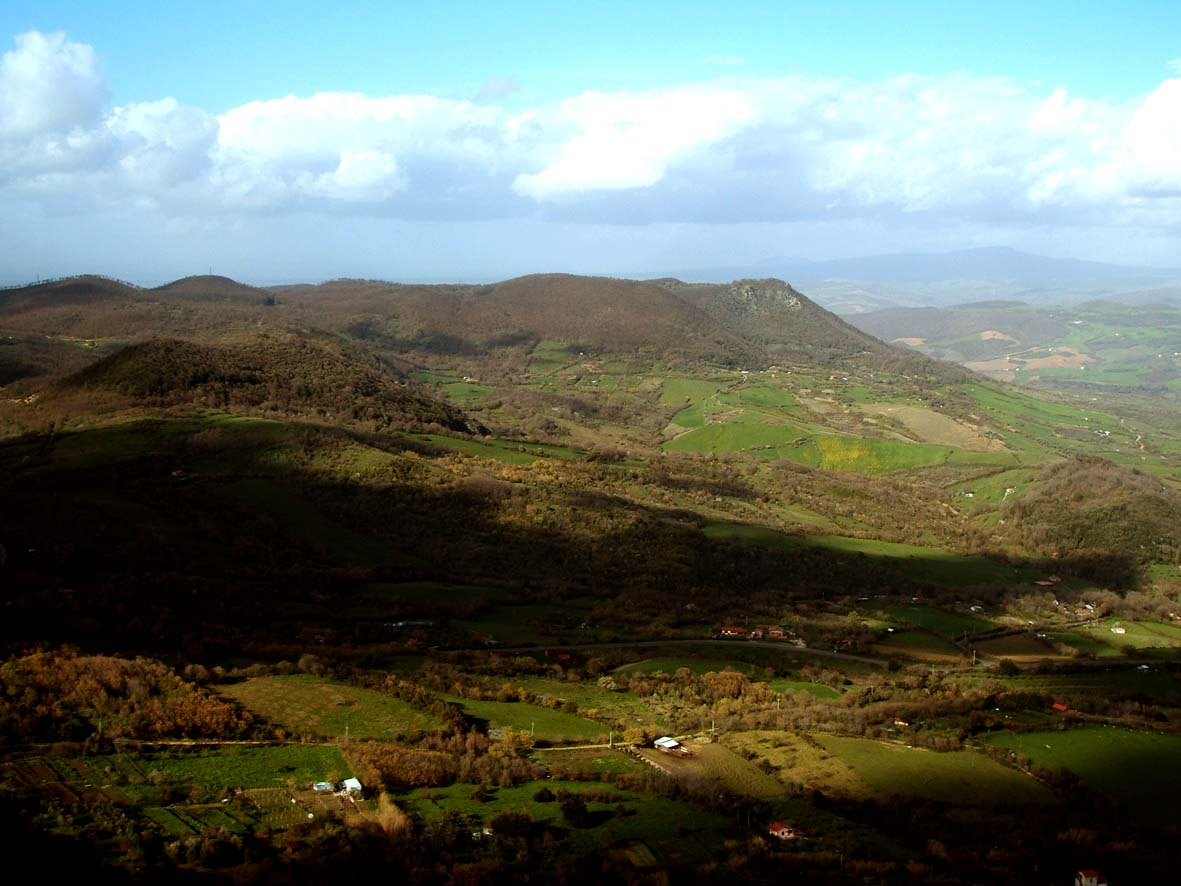
Vista dei monti della Tolfa

Il territorio comunale di Santa Marinella comprende le propaggini meridionali dei monti della Tolfa, Capo Linaro e il torrente Marangone, che segna il confine con Civitavecchia.

### Clima
Classificazione climatica: zona C, 1264 GR/G.
| Civitavecchia-Santa Marinella (1971-2000) | Mesi        | Mesi        | Mesi        | Mesi        | Mesi        | Mesi        | Mesi        | Mesi        | Mesi        | Mesi        | Mesi        | Mesi        | Stagioni | Stagioni | Stagioni | Stagioni | Anno  |
| Civitavecchia-Santa Marinella (1971-2000) | Gen         | Feb         | Mar         | Apr         | Mag         | Giu         | Lug         | Ago         | Set         | Ott         | Nov         | Dic         | Inv      | Pri      | Est      | Aut      | Anno  |
| ----------------------------------------- | ----------- | ----------- | ----------- | ----------- | ----------- | ----------- | ----------- | ----------- | ----------- | ----------- | ----------- | ----------- | -------- | -------- | -------- | -------- | ----- |
| T. max. media (°C)                        | 13,1        | 13,3        | 14,7        | 16,6        | 20,5        | 23,8        | 26,6        | 27,4        | 24,8        | 21,4        | 17,1        | 14,2        | 13,5     | 17,3     | 25,9     | 21,1     | 19,5  |
| T. min. media (°C)                        | 7,4         | 7,4         | 8,6         | 10,7        | 14,4        | 17,8        | 20,6        | 21,1        | 18,5        | 15,4        | 11,3        | 8,4         | 7,7      | 11,2     | 19,8     | 15,1     | 13,5  |
| T. max. assoluta (°C)                     | 17,8 (1976) | 19,2 (1998) | 22,6 (1974) | 24,8 (1995) | 28,0 (1992) | 30,6 (1973) | 35,2 (1995) | 33,4 (1998) | 33,0 (1982) | 27,0 (1975) | 23,4 (1984) | 21,6 (1980) | 21,6     | 28,0     | 35,2     | 33,0     | 35,2  |
| T. min. assoluta (°C)                     | −4,0 (1979) | −1,2 (1993) | −2,6 (1971) | 3,8 (1987)  | 8,2 (1991)  | 10,2 (1986) | 14,8 (1975) | 13,0 (1972) | 10,4 (1971) | 6,0 (1974)  | 1,0 (1973)  | −1,4 (1996) | −4,0     | −2,6     | 10,2     | 1,0      | −4,0  |
| Giorni di calura (Tmax ≥ 30 °C)           | 0           | 0           | 0           | 0           | 0           | 0           | 1           | 2           | 0           | 0           | 0           | 0           | 0        | 0        | 3        | 0        | 3     |
| Giorni di gelo (Tmin ≤ 0 °C)              | 1           | 0           | 0           | 0           | 0           | 0           | 0           | 0           | 0           | 0           | 0           | 0           | 1        | 0        | 0        | 0        | 1     |
| Precipitazioni (mm)                       | 77,3        | 66,7        | 56,3        | 70,3        | 43,8        | 25,5        | 8,6         | 23,4        | 63,2        | 103,3       | 101,0       | 72,0        | 216,0    | 170,4    | 57,5     | 267,5    | 711,4 |
| Giorni di pioggia                         | 8           | 7           | 7           | 8           | 4           | 3           | 1           | 2           | 4           | 7           | 8           | 7           | 22       | 19       | 6        | 19       | 66    |
| Giorni di nebbia                          | 0           | 0           | 0           | 0           | 0           | 0           | 0           | 0           | 0           | 0           | 0           | 0           | 0        | 0        | 0        | 0        | 0     |
| Umidità relativa media (%)                | 74          | 73          | 74          | 76          | 76          | 76          | 74          | 74          | 75          | 75          | 75          | 74          | 73,7     | 75,3     | 74,7     | 75       | 74,7  |

## Origini del nome
Il nome della città deriva dalla raffigurazione di Santa Marina all'interno di una cappella privata nella proprietà Odescalchi.
In epoca antica era chiamata dai romani Castrum Novum.

## Storia

### Epoca antica

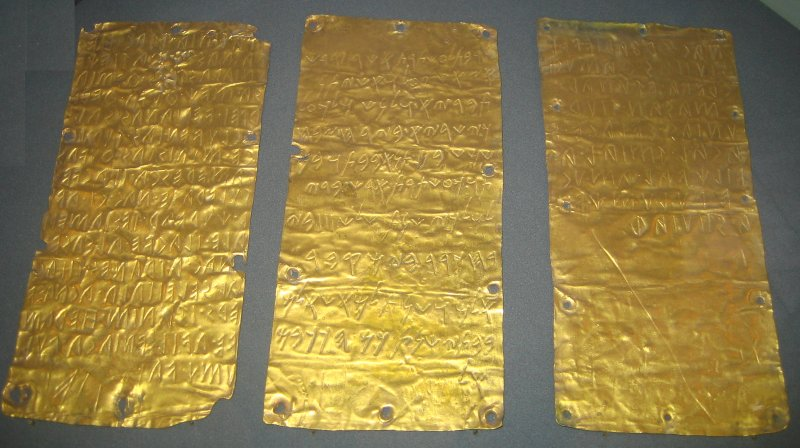
Le tre lamine d'oro del VI secolo a.C., con la stessa iscrizione riportata in etrusco. in fenicio e in punico (Roma, Museo di Villa Giulia). Queste lamine sono state rinvenute a Pyrgi (oggi Santa Severa, in provincia di Roma), porto antico di Cere.

Nel territorio di Santa Marinella sono stati individuati antichi siti abitati nel neolitico antico e nell'età del bronzo. A partire dal IX secolo a.C. nel territorio sorsero l'insediamento di Punicum, l'insediamento di Pyrgi (attuale Santa Severa), empori fenici, e infine l'insediamento romano di Castrum Novum. Tutte queste località sono menzionate nella Tabula Peutingeriana. Castrum Novum, al pari di Pyrgi, è menzionato anche nell'Itinerarium Maritimum, tra i porti e gli approdi del tragitto marittimo, che da Roma conduceva in Provenza.
Secondo alcuni studiosi, il nome Punicum dato all'antica Santa Marinella deriverebbe da un albero di melograno (Ad Malum Punicum) nei pressi di una stazione romana di cambio dei cavalli.

### Epoca moderna
Nel 1777 il governo pontificio incaricò Gaetano Torraca di eseguire degli scavi da cui emersero il centro abitato di Castrum Novum e la necropoli etrusca della Castellina del Marangone. Nel medioevo il litorale di Santa Marinella divenne un possedimento dei signori di Vico, poi degli Anguillara e infine degli Orsini. Tra le torri di difesa costiera fatte edificare da papa Pio V nel 1567, c'è la torre che si chiamò di Santa Marinella, dal piccolo centro abitato, che lì era risorto per la coltura dei campi e per i pascoli. Secondo la tradizione, intorno all'anno 1000, una comunità di monaci basiliani originari del Medio Oriente, dopo esser giunta in Italia meridionale, risalì il Tirreno insediandosi sul promontorio ove oggi sorge il castello Odescalchi, costruendo il villaggio, il monastero e una piccola chiesa annessa dedicata a Santa Marina e a San Leonardo e introducendo così il culto della santa, eponima della città, di cui propagavano la devozione.

Secondo i documenti conservati negli archivi delle diocesi suburbicarie di Ostia e di Porto-Santa Rufina, di tale santa si ha notizia dal calendario che recensisce al 17 luglio una santa Marina, vergine e martire. Il nome del luogo potrebbe derivare dalla piccola chiesa costruita dai basiliani in onore della santa. La chiesetta, oggi scomparsa, forse fu incorporata nel castello Odescalchi come cappella di palazzo intorno al XVI secolo, per edificare sul luogo ove questa sorgeva la futura chiesa parrocchiale. Nel 1435 papa Eugenio IV concesse in proprietà la tenuta di Santa Marinella ai canonici di Santo Spirito in Sassia. Nel 1887 l'Archispedale di Santo Spirito vendette la tenuta al principe Baldassarre Odescalchi, che vi realizzò un piano di lottizzazione redatto dall'ingegner Raffaello Ojetti, padre dello scrittore Ugo. La famiglia Pacelli acquistò successivamente una villa lungo la via Aurelia di fronte all'attuale Ospedale del Bambino Gesù dove, fin da piccolo, Eugenio Pacelli, diventato poi cardinale, segretario di Stato e infine papa col nome di Pio XII, trascorreva le vacanze.

Il Bar Toto, ritrovo della movida a Santa Marinella

Nel 1899 il marchese Sacchetti acquistò l'antica stazione di posta e, durante i lavori per la messa a dimora di alcuni pini, scoprì i resti di una lussuosa villa romana con statue che andranno in alcuni musei del mondo. A villa Sacchetti Guglielmo Marconi conobbe la sua futura moglie Maria Cristina Bezzi-Scali, dal cui matrimonio nascerà la figlia Elettra. In località Torre Chiaruccia, Guglielmo Marconi istituì il Centro Radioelettrico Sperimentale del CNR, dove sperimentò la radiotelefonia mobile e costruì il primo radio telefono a microonde, sperimentò la navigazione cieca e la radio-localizzazione e costruì il primo prototipo di Radar.
Per intervento dell'avvocato concistoriale Francesco Pacelli, fratello di Eugenio, la famiglia reale dei Savoia a seguito dei Patti Lateranensi donò la propria villa di Santa Marinella all'attuale Ospedale del Bambino Gesù, che nel dopoguerra diventerà un centro d'eccellenza sul territorio soprattutto in campo pediatrico, coordinato dal professor Mario Costici.
Tra il 1930 e il 1937 Guglielmo Marconi condusse esperimenti nella stazione radar. Il 1 febbraio 1944 la Torre Chiaruccia, di epoca medioevale, fu minata e fatta saltare in aria dai tedeschi.
Nel 1955 l'architetto Luigi Moretti, progettista del famoso Hotel Watergate di Washington, progettò, per conto della principessa Pignatelli il complesso di tre ville denominate La Saracena, La Califfa e La Moresca. Negli anni cinquanta, sessanta e settanta, Santa Marinella diventa la "Perla del Tirreno", talvolta anche chiamata la "Perla dei Vip", meta estiva per eccellenza per la "Roma Bene".
Il 2 ottobre 1981 morirono sei persone a causa dell'alluvione.

### Simboli
Lo stemma e il gonfalone di Santa Marinella sono stati concessi con decreto del presidente della Repubblica del 29 febbraio 1992.
Lo stemma del comune rappresenta l'unione tra Santa Marinella (l'ancora) e la sua frazione di Santa Severa (il castello). Il gonfalone è un drappo partito di rosso e di azzurro.

## Monumenti e luoghi d'interesse

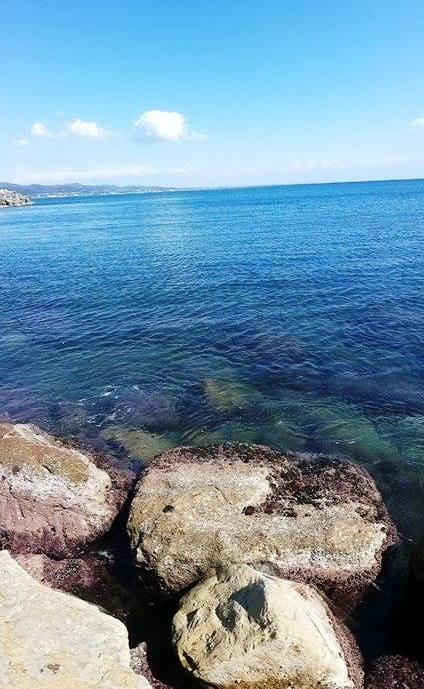
Mare di Santa Marinella

### Architetture militari
Castello di Santa Severa
Il castello di Santa Severa, sorto nel medioevo sui resti dell'antica città etrusca e romana di Pyrgi, è situato nella frazione di Santa Severa del comune di Santa Marinella. Secondo la tradizione cristiana è in questo sito che la giovane Severa di Pyrgi, con i fratelli Calendino e Marco, ricevette il martirio il 5 giugno 298. Sono ancora visibili nella piazza della Rocca i resti di una chiesa paleocristiana a lei dedicata e le mura della precedente fortezza romana, il Castrum di Pyrgi, edificato in epoca repubblicana.
Il Castello di Santa Severa ospita il Polo Museale Civico di Santa Marinella, costituito da due musei: il Museo del Castello di Santa Severa e  il Museo del Mare e della Navigazione Antica.

#### Castello Odescalchi

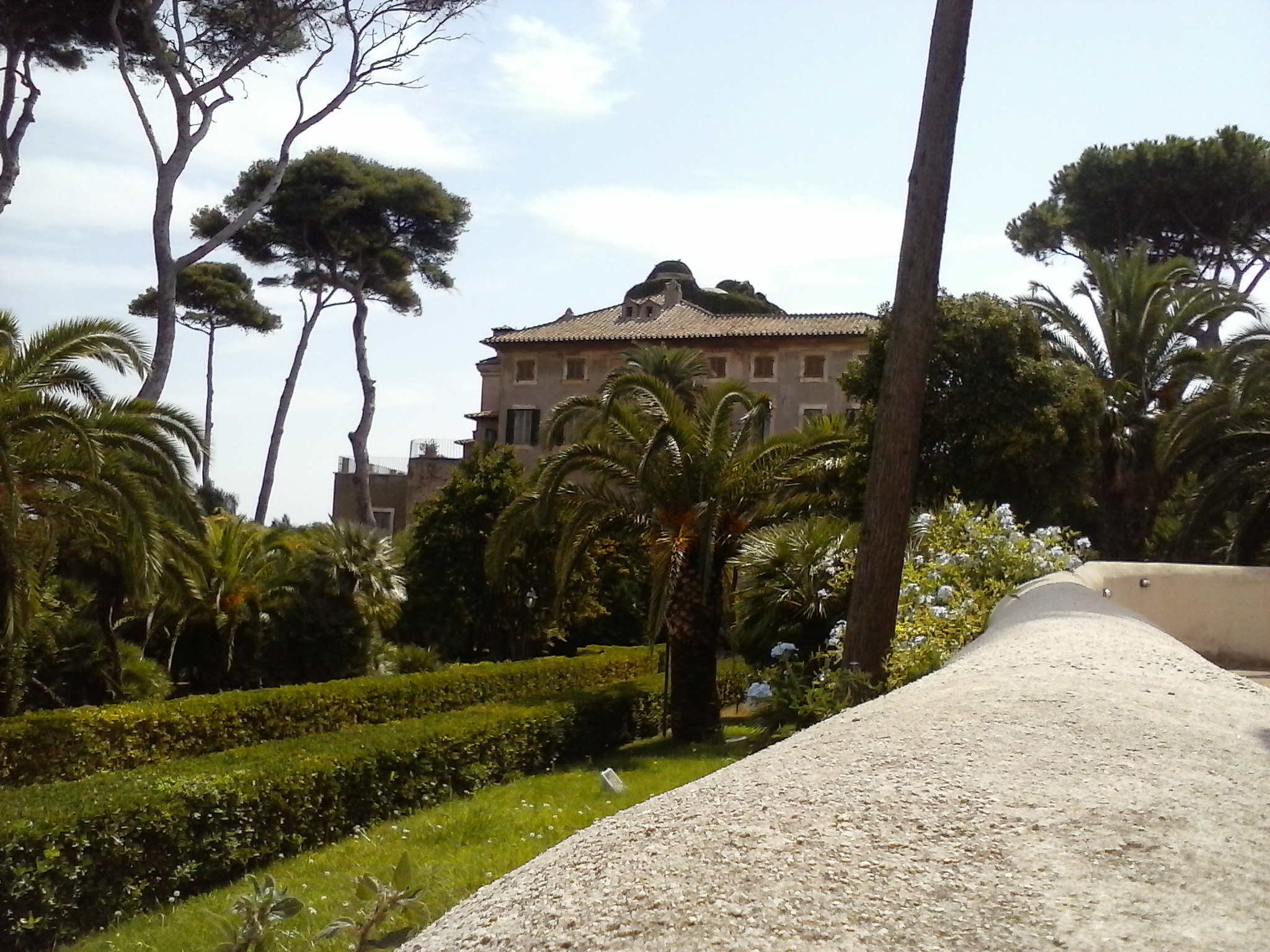
Vista sul castello

Il castello si erge sulle fondamenta di un'antica villa romana, proprietà del giureconsulto Ulpiano; nel XII secolo fu eretta la torre normanna, tuttora esistente, allo scopo di proteggere il litorale dalle incursioni piratesche e nel XVI secolo, la torre d’avvistamento fu circondata da alte mura di recinzione collegate tra loro da diverse torrette circolari.
Durante il pontificato di papa Urbano VIII il castello entrò in possesso della famiglia Barberini, la quale intraprese lavori di ampliamento e sistemazione; solo nel 1887 il castello divenne proprietà del principe Baldassarre Odescalchi, avo degli attuali proprietari.

### Architetture Religiose
- Chiesa di Santa Marina, costruzione del fine seicento[10]
- Parrocchia di San Giuseppe, costruzione del settecento;[11]
- Chiesa  S.Angela Merici;
- Chiesa di San Tito;
- Chiesa S. Maria Consolatrice;
- Chiesa S. Antonio Abata;
- Chiesa del S. Rosario;
- Chiesa S. Maria Assunta;

### Architetture Civili
- Statua del Bacio, situata al Porticciolo[12]

- Fontanili, abbeveratoio degli Albizi costruito nel 1791[13], abbeveratoio della Quartaccia costruito nel 1937[14]

- Ville Liberty, costruite tra il 1906 e il 1930[15]
- Villino e Cementificio Cerrano, costruzione del 1898[16][17]
- Colonia Marina di Santa Severa, costruzione del 1926[18]

### Aree di interesse storico-archeologico
Castrum Novum, Julia Castronovo, Iulia Castronovo
Nome antico della città di Santa Marinella: in epoca romana repubblicana (Castrum Novum), in seguito modificato in epoca romana imperiale (Julia Castronovo o anche Iulia Castronovo).
Fondata come fortezza a protezione del litorale nel 264 a.C. durante la Prima Guerra Punica, doveva impedire o frenare un'eventuale invasione dei Cartaginesi insieme ad altre 3 fortezze (Pyrgi a Santa Severa, Alsium a Ladispoli, Fregenae in omonima località). Altro scopo era quello del controllo del territorio conquistato agli Etruschi. La prima fortezza conteneva circa 300 soldati.
Con l'ingrandirsi del dominio di Roma e l'allontanarsi dei confini la funzione di fortezza venne meno e Castrum Novum divenne una città.
In epoca imperiale fu città fiorente grazie alle sue peschiere (allevamenti di pesci, ostriche e murene), tra le più grandi del Mediterraneo. Possedeva un grande teatro, un foro, un tempio di Apollo, domus e terme.
La colonia visse per 800 anni, poi fu abbandonata.
L’antica area urbana è stata certamente usata come cava di materiali da costruzione per tutto il medioevo e gran parte dell’epoca moderna, fino all’avvio delle campagne di scavo del XVIII secolo e anche oltre.
Dal settembre del 2010 è iniziata una nuova fase di ricerche archeologiche incentrate sul sito della città romana di Castrum Novum. Il progetto di ricerca, nato su iniziativa del Polo Museale Civico di Santa Marinella, è ora reso possibile dalla proficua e stretta collaborazione con l’Università di West Bohemia, l’Institutum Romanum Finlandiae, l’Istituto Nazionale di Geofisica e Vulcanologia, l’Associazione A.S.S.O e l’Associazione di volontari per i beni culturali Gruppo Archeologico del Territorio Cerite con il relativo Centro Studi Marittimi. Il progetto internazionale si svolge su concessione del Ministero della Cultura con la supervisione della Soprintendenza Archeologia, Belle Arti e Paesaggio per l’Etruria meridionale.
La ricerca è ricominciata a quasi 40 anni dalle ultime importanti osservazioni di Piero Alfredo Gianfrotta, molte coincise con alcuni fondamentali interventi di salvaguardia curati dalla Soprintendenza, scavi preventivi e di recupero che hanno impedito la totale cementificazione dell’area e protetto per le future ricerche una cospicua parte dell’insediamento.
Tra i risultati più importanti della pluriennale ricerca c’è finalmente la prossima realizzazione del “Parco Archeologico di Castrum Novum” i cui lavori sono iniziati nel febbraio 2023. L’importante progetto di valorizzazione prevede la realizzazione del centro visita al quale sono collegati diversi itinerari per la fruizione del pubblico, sale didattiche, bookshop e servizi. Le opere, finanziate dalla Regione Lazio su progetto del Comune di Santa Marinella, approvate dagli organi competenti e regolarmente appaltate, sono in corso di costruzione.
Ponti epoca Romana
Lungo il territorio comunale, sono visibili il Ponte di Apollo, il Ponte di Largo Impero, il Ponte di Vignacce e il Ponte di Via Roma.

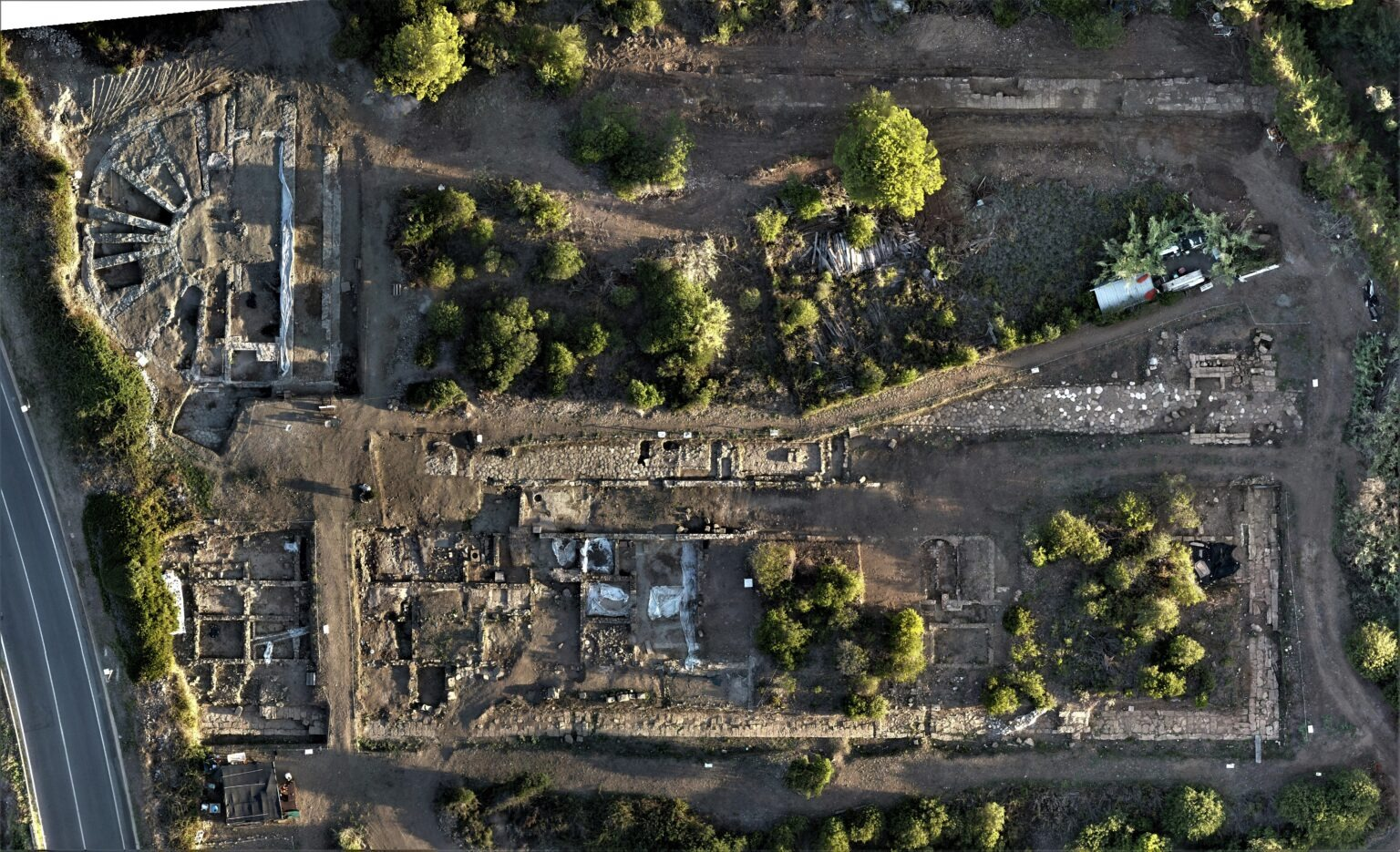
Scavi archeologici di Castrum Novum, situazione al febbraio 2024

### Aree naturali
- Nel 2005 i fondali antistanti Santa Marinella sono stati indicati come sito di interesse comunitario[22].
- Riserva naturale di Macchiatonda. La costa di Santa Marinella presenta una fitta vegetazione alofila; infatti le alofite sono piante che crescono su suoli ad alta concentrazione saline, nelle vicinanze dell'area di battigia.

Alcune delle specie floristiche presenti in questa fascia sono: la Limbarda crithmoides, la Salsola soda, l'Atriplex portulacoides, il Limonium narbonensis, la Plantago coronopus.
Particolare della cittadina è la presenza della Cressa cretica, della famiglia delle Convolvulaceae, presente solo in quattro regioni italiane, segnalata come specie a rischio di estinzione nelle liste rosse regionali e nazionali.

## Società

### Evoluzione demografica

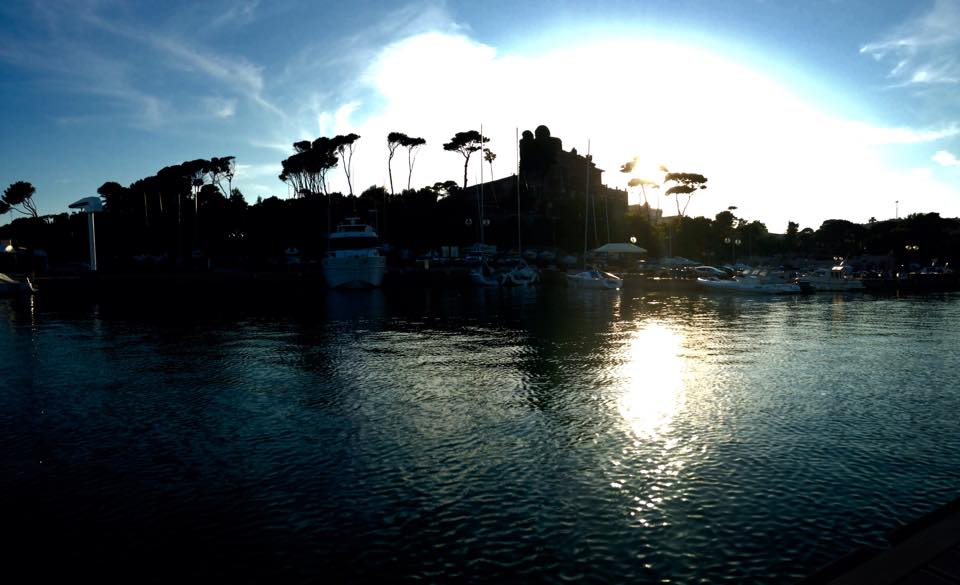
Vista sul castello Odescalchi di Santa Marinella dal porticciolo turistico

Abitanti censiti

### Etnie e minoranze straniere
Al 31 dicembre 2023 la popolazione straniera era di 1.705 persone, pari al 7,23% della popolazione.

## Cultura

### Istruzione

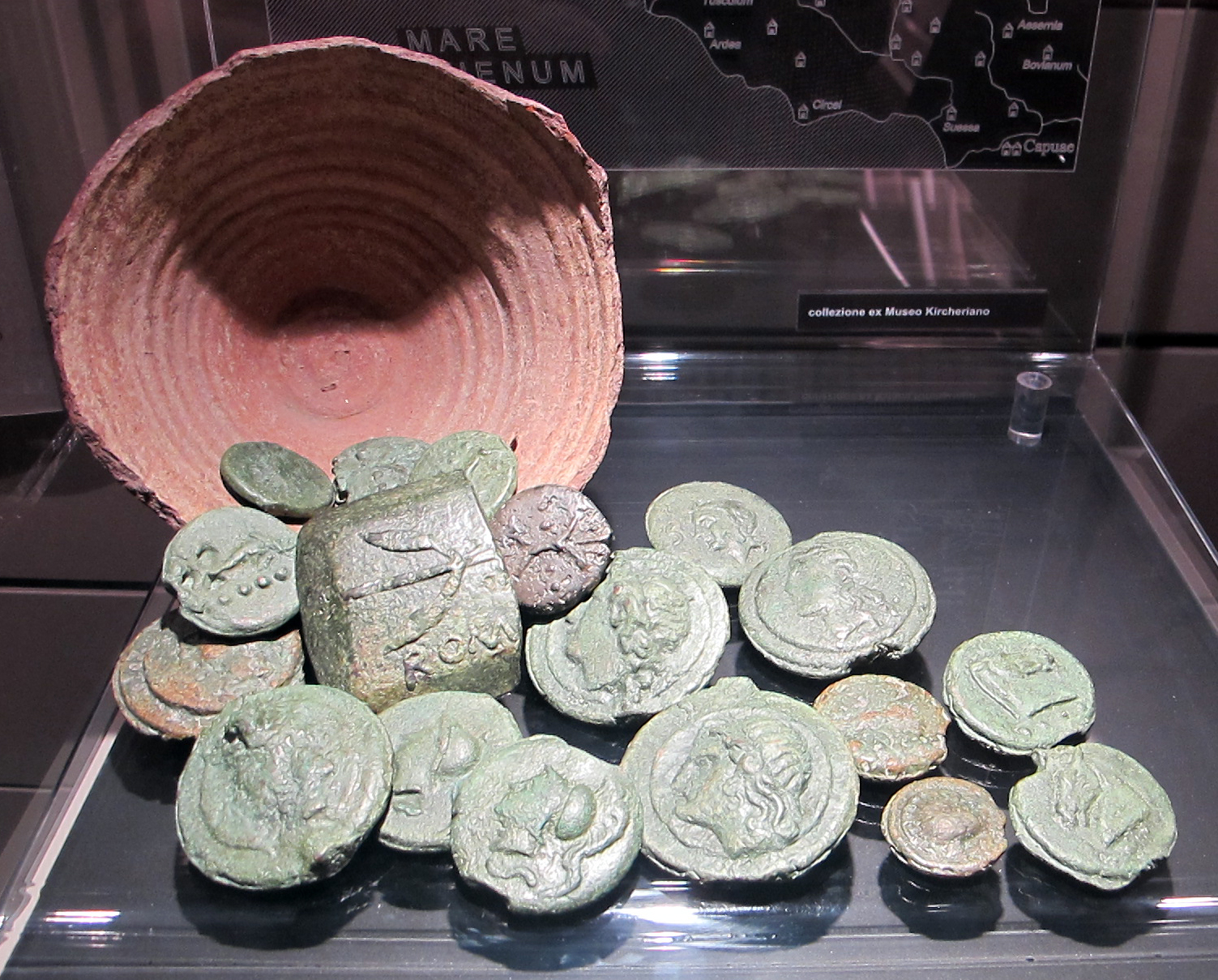
Monete pesanti di età repubblicana, IV-III sec a.C.

#### Musei
Museo del Castello di Santa Severa (Polo Museale Civico di Santa Marinella)
Il Museo del Castello di Santa Severa, inaugurato e aperto al pubblico per la prima volta il 25 aprile del 2017, costituisce, insieme con il “Museo del Mare e della Navigazione Antica”, il “Polo Museale Civico del Castello di Santa Severa”, pertinente al Comune di Santa Marinella. 
La nuova struttura museale ospitata nella Rocca del Castello e nella Torre Saracena, raccoglie, conserva e divulga al pubblico le testimonianze, la storia e l’archeologia del complesso monumentale attraverso i secoli, dal martirio di Santa Severa ai giorni nostri. 
Dall'epoca tardo antica, attraverso le vicende medievali, il Rinascimento e l’epoca moderna si sviluppa un percorso didattico che racconta in vario modo la storia, gli avvenimenti e la vita del castello, sulla base dei reperti provenienti dagli ultimi scavi archeologici e dai documenti di archivio recuperati in tanti anni di ricerche. 
Museo del Mare e della Navigazione Antica (Polo Museale Civico di Santa Marinella)
Istituito nel 1993 dal Comune di Santa Marinella, il Museo del Mare e della Navigazione Antica, curato dal Direttore Dott. Flavio Enei, consta oggi di 7 sale e oltre 400 reperti, organizzati in un percorso espositivo e didattico incentrato sull’archeologia subacquea e la navigazione antica. Sono raccolte testimonianze provenienti dai fondali del litorale cerite, tra Alsium e Centumcellae, con particolare riferimento al porto di Pyrgi. Il Museo permette di avvicinarsi al mondo degli antichi marinai attraverso pannelli espositivi, video, modelli e ricostruzioni al vero di ambienti e strumentazioni. È stato realizzato in collaborazione con la Soprintendenza archeologica per l’Etruria meridionale, la Regione Lazio e la Provincia di Roma. 
Nel 2005, ha ricevuto il marchio di qualità regionale ed è apparso più volte in trasmissioni televisive come Linea Blu, Geo&Geo e Superquark.Museo civico archeologico di Santa Marinella (Museo del mare e della navigazione antica), dedicato alla archeologia subacquea e della navigazione antica;
- Museo del Territorio[28]
- Museo e parco della scienza Guglielmo Marconi[29][30][31]
- Antiquarium di Pyrgi[32]

Biblioteca
Biblioteca comunale
Teatro
Teatro sala Flaminia Odescalchi

## Economia

### Turismo

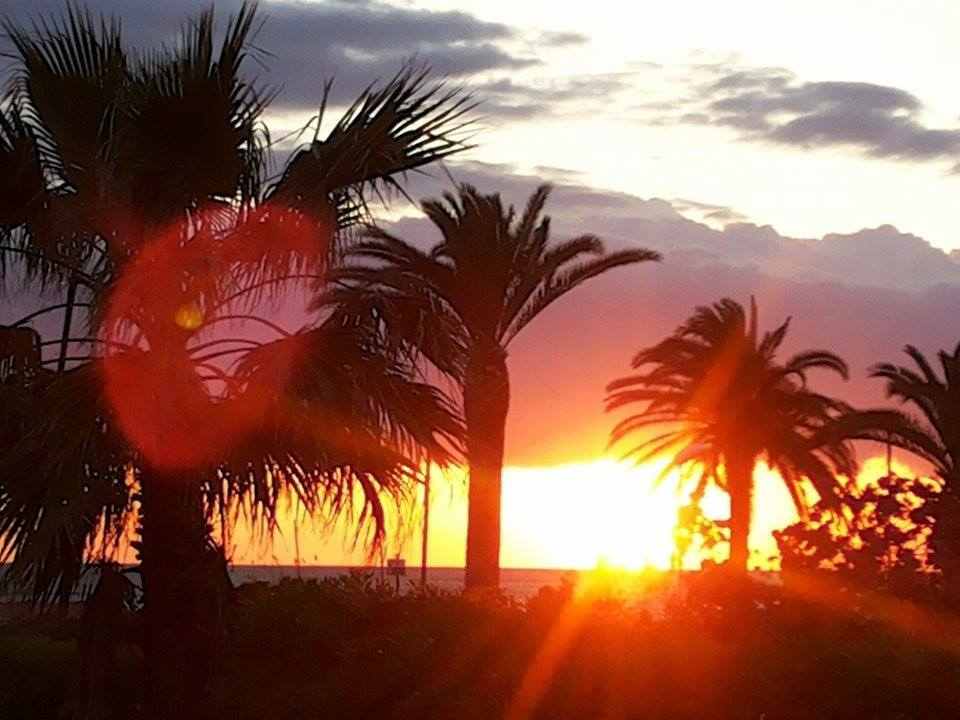
Tramonto estivo a Santa Marinella

Santa Marinella è da molti denominata la perla del Tirreno, soprattutto grazie alla sua particolare posizione sul mare ed al clima, caratteristiche che la rendono una città veramente predisposta al turismo. Oltre ai numerosi siti archeologici presenti nel suo entroterra e nel litorale e ai numerosi stabilimenti balneari, Santa Marinella vanta un'efficiente biblioteca comunale, tre impianti sportivi e ricreativi pubblici, quali un piccolo stadio calcistico, una piscina e un anfiteatro al coperto, e un impianto privato fornito di ristorante, bar, campi da tennis, da calcetto e da bridge. Sono inoltre presenti un cinema all'aperto funzionante nei mesi estivi e vari parchi pubblici e privati forniti di numerosi giochi per bambini e altri servizi. È presente anche un porto turistico.

## Infrastrutture e trasporti

### Strade
Santa Marinella è collegata alla principale rete viaria nazionale, tramite l'autostrada A12 Roma - Civitavecchia e la Strada statale 1 Via Aurelia.

### Ferrovie
|  | È raggiungibile dalle stazioni di Santa Marinella e Santa Severa. |

### Porto
È presente un porto turistico

## Amministrazione
Successivamente alla decadenza dell'impero fu denominata Tuscia Romanorum o Patrimonio di San Pietro con un confine variabile tra Santa Marinella, Civitavecchia, Tarquinia e Montalto di Castro, per dividerla da quella che fu la cosiddetta Tuscia Longobardorum. Il 4 ottobre 1949 Santa Marinella e Santa Severa si distaccarono da Civitavecchia diventando comune autonomo. Santa Marinella con decreto del Presidente della Repubblica n.4743 del 7 agosto 1990 ha ricevuto il titolo di città, trascritto nel Registro Araldico dell'A.C.S. il 17.10.1900.
Di seguito l'elenco dei sindaci eletti direttamente dai cittadini (dal 1993):
| Periodo          | Periodo          | Primo cittadino   | Partito                       | Carica                  | Note          |
| ---------------- | ---------------- | ----------------- | ----------------------------- | ----------------------- | ------------- |
| 7 giugno 1993    | 10 giugno 1996   | Marco Maggi       | Democrazia Cristiana          | Sindaco                 |               |
| 10 giugno 1996   | 17 aprile 2000   | Achille Ricci     | Lista Civica di Centro-destra | Sindaco                 | [ 37 ]        |
| 17 aprile 2000   | 5 aprile 2005    | Franco Bordicchia | Lista Civica di Centro-destra | Sindaco                 | [ 38 ]        |
| 5 aprile 2005    | 30 ottobre 2007  | Pietro Tidei      | Democratici di Sinistra       | Sindaco                 | [ 39 ]        |
| 30 ottobre 2007  | 15 aprile 2008   | Fausto Gianni     |                               | Commissario Prefettizio |               |
| 15 aprile 2008   | 12 dicembre 2017 | Roberto Bacheca   | Il Popolo della Libertà       | Sindaco                 | [ 40 ] [ 41 ] |
| 12 dicembre 2017 | 25 giugno 2018   | Enza Caporale     |                               | Commissario Prefettizio | [ 42 ]        |
| 25 giugno 2018   | in carica        | Pietro Tidei      | Partito Democratico           | Sindaco                 |               |

### Gemellaggi
- Kranjska Gora, dal 9 maggio 2009
- Limanu, dall'11 agosto 2011
- Itaca, dall'ottobre 2012
- Petrykivka, dal 7 gennaio 2020

## Sport

### Atletica leggera
- ASD Atletica Santa Marinella.[43]

### Calcio
- A.S.D. Santa Marinella 1947 (colori sociali Rosso Blu) che, nel campionato 2022-23, milita nel campionato maschile di Promozione.[44]
- A.S.D. Academy Santa Marinella (colori sociali Rosso Blu) che, dal 2016 svolge attività di scuola calcio e settore agonistico, con la maggioranza di ragazzi impegnati fino agli under 18.

### Calcio a 5
- Santa Severa Futsal che, nel campionato 2024-25, milita nel campionato maschile di serie C1.[45]

### Pallavolo
- SmVolley2000 che nel 2019-2020 milita nel campionato femminile di Serie C.[46]

### Pattinaggio
L'A.S.D. Green Park In Line Santa Marinella nasce nel 1998 come società di pattinaggio corsa. La squadra di velocità locale è divenuta vivaio della A.S.D. Debby Roller Team.

### Surf
La costa frastagliata, ricca di baie e insenature, su fondale roccioso offre le condizioni per la pratica sportiva del surf da onda che in questa zona si è sviluppata dagli anni '80 fino ai giorni nostri. Le gare più importanti del campionato nazionale vengono svolte nella spiaggia di Banzai.

### Impianti Sportivi
Palazzetto dello Sport
Stadio comunale
Piscina comunale